# Сунчхон-вэсон
Сунчхон-вэсон (кор. 순천왜성), прежнее название до 1997 года — Синсоннисон в Сынджу (кор. 승주신성리성 Сынджу Синсоннисон) — замок, построенный японскими захватническими вооруженными силами под руководством генерала Кониси Юкинаги в 1597 году в конце Имджинской войны. Расположён в деревне Синсонни волости Хэрён города Сунчхон провинции Чолла-Намдо, Республика Корея.

## История
Эта крепость была построена под руководством японского генерала Кониси Юкинаги, оккупировавшим регион Сунчхон в 1597 году, на седьмом году Имджинской войны. Возведена на побережье позади деревни Синсонни, в стратегическом пункте.